# 최일구의 허리케인 라디오
《최일구의 허리케인 라디오》는 매일 낮 14시부터 16시까지 방송되는 TBS FM의 라디오 전문 프로그램이다.

## 진행자
- 최일구